# Échenoz-le-Sec
Échenoz-le-Sec è un comune francese di 327 abitanti situato nel dipartimento dell'Alta Saona nella regione della Borgogna-Franca Contea.

## Società

### Evoluzione demografica
Abitanti censiti